# Fighter (film 2024)
Fighter è un film del 2024 diretto da Siddharth Anand. È interpretato da Hrithik Roshan e Deepika Padukone, al loro primo film assieme, e da Anil Kapoor.

## Trama
Kashmir, 2019. La notizia dell'ennesima cellula terroristica sgominata nella parte della regione controllata dall'India spinge i capi del terrorismo islamico locale, conniventi con alti ufficiali dei servizi segreti pakistani, a rivolgersi all'esperto jihādista Azhar Akhtar, che punta a colpire la base dell'aeronautica militare indiana nella vicina Srinagar.
Lì, il comandante di gruppo Rakesh "Rocky" Jai Singh forma una squadriglia di piloti di caccia d'élite in grado di far fronte ad ogni minaccia proveniente dall'attiguo confine col Pakistan, la cosiddetta "linea di controllo". Tra loro si distingue subito lo spericolato comandante di squadriglia Shamsher "Patty" Pathania: il più talentuoso della squadriglia, finisce spesso per agire di testa propria pur di vincere uno scontro, esponendo i suoi commilitoni. Rocky gli rimprovera quest'atteggiamento, che anni prima aveva causato la morte in battaglia della ragazza di Patty, l'elicotterista Naina. Nel corso del team building voluto da Rocky, l'elicotterista Minal "Minni" Rathore, unica donna della squadriglia, si innamora ricambiata di Patty, ma il loro amore è ostacolato dal rimorso che lui prova per la morte di Naina.
Mentre si reca in licenza, la squadriglia incrocia un convoglio di soldati che Patty saluta sventolando il Tiraṅgā. Più tardi, lo stesso convoglio viene decimato in un attentato suicida di un giovane musulmano kashmiriano radicalizzato da Akhtar. L'opinione pubblica è scossa, il governo vuol dare una risposta decisa al terrorismo e Patty suggerisce un raid in territorio pakistano per distruggere la base di Akhtar. La missione è un completo successo: i terroristi vengono annientati, tutta la squadriglia torna rapidamente al di là della linea di controllo sfuggendo all'aeronautica pakistana e persino Patty rispetta gli ordini di Rocky, rifiutando un inutile e deleterio scontro con l'asso pakistano "Red Nose".
In realtà, procede tutto secondo il piano di Akhtar, che, sopravvissuto all'attacco, pregusta soddisfatto l'escalation: mentre tutti festeggiano e Patty sembra sul punto di lasciarsi il passato alle spalle, caccia pakistani colpiscono a sorpresa la base di Srinagar in risposta allo sconfinamento indiano, facendo molte vittime e ritirandosi prontamente. Nonostante gli ordini di Rocky, Patty e la squadriglia si lanciano all'inseguimento, superando senza accorgersene la linea di controllo e finendo in un'imboscata, in cui Red Nose abbatte e cattura due piloti, Taj e Bash. Rocky solleva Patty dal servizio e lo riassegna in maniera permanente all'accademia militare di Hyderabad come istruttore di volo. Di nuovo in preda ai sensi di colpa, egli respinge Minni e si isola nel suo nuovo lavoro. Quest'ultima scopre poi da Rocky, ubriaco, che Naina era sua sorella.
Tempo dopo, il Pakistan annuncia che rilascerà Taj e Bash in uno scambio di prigionieri: Patty decide quindi di tornare a Srinagar per accoglierli, riabbracciando così i vecchi commilitoni e, più freddamente, Minni. Ma a venir consegnato sarà solo il cadavere di Bash, torturato a morte da Akhtar per essersi rifiutato di smettere di professare il proprio patriottismo, seppur musulmano. Dopo un funerale militare in cui Patty promette alla moglie di Taj che egli non subirà la stessa sorte, Rocky organizza un'operazione coperta comandata da Minni per salvare Taj. Prima di partire, quest'ultima riceve la visita dei suoi genitori, dei civili che Patty aveva incontrato durante l'accademia e a cui aveva rimproverato di non apprezzare l'abnegazione e spirito patriottico della figlia, che si riappacificano con lei e le rivolgono un saluto militare, finalmente fieri della sua scelta.
Le forze speciali riescono a liberare il prigioniero, ma l'elicottero di Minni viene abbattuto, lasciandoli appiedati in territorio nemico. Disobbedendo nuovamente agli ordini, Patty ruba un caccia per andare in soccorso, trovando stavolta un alleato in Rocky. Con lui come secondo, duella con Red Nose fino ad abbatterlo con un frontale tra caccia e, paracadutatosi da Minni e gli altri, uccide Akhtar, ammonendolo che, se "continueranno a provocare l'India", questa finirà per occupare non solo parte del Kashmir, ma tutto il Pakistan, dopo averlo sconfitto. Tornati a Srinagar, Taj riabbraccia sua moglie e Rocky perdona infine Patty per sua sorella. Finalmente liberi, Patty e Minni si baciano per la prima volta.

## Produzione

### Pre-produzione
Il regista Siddharth Anand ha pensato di realizzare un film sull'aeronautica militare indiana per la prima volta durante le riprese di War (2019): la sua idea è piaciuta all'attore protagonista di War Hrithik Roshan, che l'ha convinto a espanderla in un soggetto con l'aiuto dell'ex-ufficiale dell'esercito Ramon Chibb, rimanendo colpito dal risultato. La stesura di una vera e propria sceneggiatura è poi continuata durante il lockdown federale per la pandemia di COVID-19 in India l'anno seguente, su supervisione dello stesso Roshan, ormai determinato a recitarvi.
Per la parte, Roshan si è sottoposto a un corso intensivo da pilota di caccia della durata di 12 settimane, comprensivo di simulazioni di volo, e a un regime d'allenamento supervisionato dal bodybuilder Kris Gethin per rafforzare gli addominali e perdere peso. Inoltre ha visitato diversi aeroporti militari per meglio assimilare il portamento di piloti e cadetti.

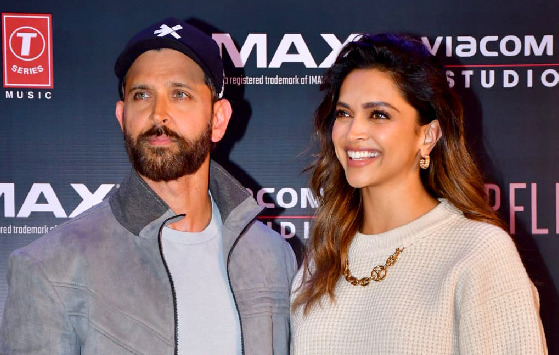
Con Fighter, Hrithik Roshan e Deepika Padukone, qui fotografati a un evento promozionale del film, hanno recitato assieme per la prima volta nella loro carriera.

Il progetto è stato ufficializzato nel gennaio del 2021, così come la presenza di Deepika Padukone nel cast, segnando la prima collaborazione tra le due star di Bollywood. È stata la terza collaborazione tra attore e regista dopo Bang Bang! (2014) e War (2019).
Il film ha avuto un budget complessivo di 2,5 miliardi di rupie.

### Riprese
Le riprese sono cominciate nel novembre del 2022, non appena Padukone ed Anand avevano ultimato i propri impegni sul set di Paṭhān (2023). La prima tranche di riprese si è tenuta alla base aerea di Tezpur, nell'Assam, ed è durata dieci giorni. La seconda tranche si è tenuta a Pahalgam, nel Jammu e Kashmir, nel marzo del 2023, dov'è stato girato un numero musicale e alcune scene d'azione. La terza si è tenuta all'Accademia Aeronautica di Dundigal, a Hyderabad, nello stesso mese. In tutto, Roshan ha trascorso 12 giorni di riprese all'interno del Sukhoi Su-30MKI pilotato dal suo personaggio.

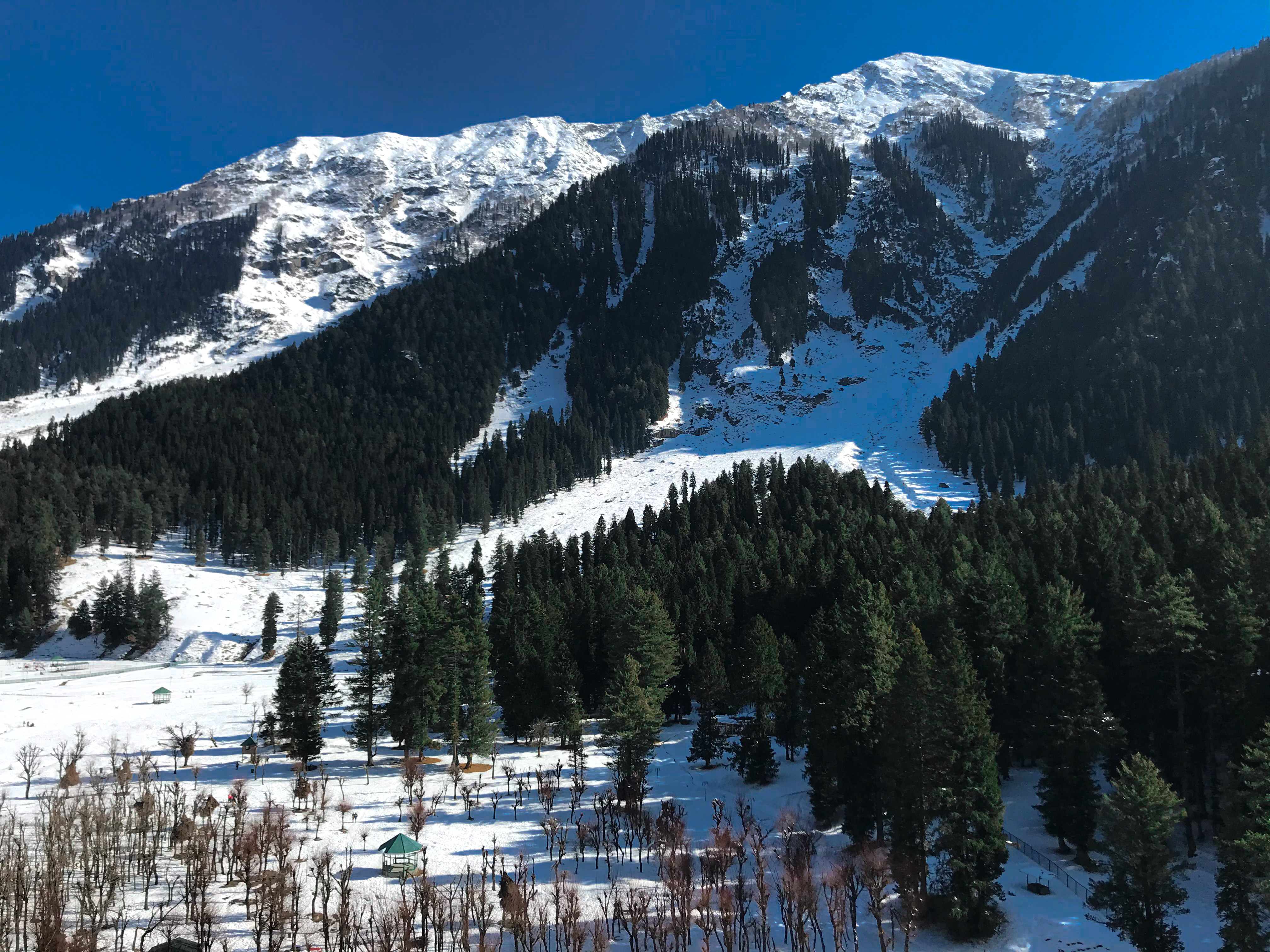
Parte del film è girata in Jammu e Kashmir, dov'è ambientata la trama.

La riprese si sono poi spostate a Mumbai nel mese di aprile per una quarta tranche, dove sono state girate le scene di vita da civili dei protagonisti. Vi è stata girata anche la scena d'azione clou del film, che ha richiesto cinque giorni di riprese. Tra maggio e giugno, sono state girate tutte le scene in interni ambientate nella base aerea di Srinagar che lo scenografo Rajat Poddar e la sua troupe avevano interamente costruito in uno dei teatri di posa della Yash Raj Films a Mumbai, dai centri di comando fino agli spogliatoi, in una quinta e ultima tranche.
Le riprese aggiuntive sono cominciate ad agosto a Mumbai. Il mese seguente, sempre nei teatri di posa della Yash Raj Films, è stato girato il numero musicale della canzone Śer khul gae. Ai primi di ottobre, sono stati girati in Sardegna altri due numeri musicali, a Porto Cervo, Baja Sardinia e Capriccioli. Le riprese sono terminate alla fine del mese, dopo 87 giorni effettivi di lavorazione.

## Colonna sonora
La colonna sonora strumentale del film è stata composta dai fratelli Sanchit e Ankit Balhara, mentre le canzoni dal duo Vishal-Shekhar, rispettivamente alla terza e ottava collaborazione consecutiva con il regista. L'album, composto da sei brani, è stato pubblicato da T-Series il 23 gennaio 2024 in formato digitale, preceduto da tre singoli: il primo, Śer khul gae, è stato pubblicato in rete il 15 dicembre 2023; il secondo, Iśq jaisā kuch, è stato pubblicato il 22 dicembre; il terzo e ultimo, Hīr āsmānī, è stato pubblicato l'8 gennaio 2024: i compositori hanno descritto la canzone come «la lettera d'amore di un pilota al cielo».
Altri due brevi pezzi strumentali, Fighter Theme e Spirit of Fighter, nonché il tema musicale del film, Vande Mataram (The Fighter Anthem), sono stati pubblicati a parte.

### Tracce
Testi di Kumaar, musiche di Vishal-Shekhar; edizioni musicali T-Series.
1. Vishal Dadlani, Shekhar Ravjiani, Benny Dayal e Shilpa Rao – Śer khul gae – 3:00
2. Vishal Dadlani, Shekhar Ravjiani, Shilpa Rao e Mellow D – Iśq jaisā kuch – 2:49
3. B Praak, Vishal Dadlani e Shekhar Ravjiani – Hīr āsmānī – 3:24
4. Arijit Singh, Jonita Gandhi, Vishal Dadlani e Shekhar Ravjiani – Dil banāne vāleyā – 3:44
5. Vishal Dadlani e Shekhar Ravjiani – Miṭṭī – 3:34
6. Vishal Mishra, Shilpa Rao, Vishal Dadlani e Shekhar Ravjiani – Dil jā rahā hai[37] – 3:29

Durata totale: 20:00

## Distribuzione
Il film è stato distribuito nelle sale cinematografiche indiane a partire dal 25 gennaio 2024, esordendo in contemporanea in 23 Paesi diversi.

### Divieti e censura
In India, i numeri musicali dei brani Iśq jaisā kuch e Dil jā rahā hai (noto anche come Bekār dil), con protagonisti Roshan e Padukone, sono stati censurati dalla Central Board of Film Certification perché giudicati "troppo suggestivi", rimuovendoli da tutte le copie del film per la circolazione nei cinema indiani.
Il film è stato bandito dai Paesi membri del Consiglio di cooperazione del Golfo per la rappresentazione fornita del Pakistan.

## Accoglienza

### Incassi
Il film ha incassato 2,374 miliardi di rupie in India e 997,6 milioni di rupie nel resto del mondo, per un totale di 3,372 miliardi di rupie. È diventato il film indiano di maggior incasso del 2024.
Nel suo fine settimana d'esordio è stato il film di maggiore incasso al botteghino mondiale, con 25,1 milioni di dollari d'incasso, davanti a Tutti tranne te.